# Dansk Psykolog Forening
Dansk Psykolog Forening er et dansk fagforbund, der organiserer psykologer og psykologistuderende.
Forbundet blev grundlagt 23. juni 1947 og er foruden rollen som fagforbund også et fællesskab for psykologernes profession. Foreningen er medlem af Akademikerne.
Foreningens forperson er Dea Seidenfaden. Jacob Stengaard Madsen er direktør.
Dansk Psykolog Forening har 12.000 medlemmer og beskæftiger omkring 55 medarbejdere på sekretariatet. Medlemmerne er både privatansatte, offentligt ansatte og selvstændige.